# ゴールデンバージ
ゴールデンバージはばんえい競馬の競走馬。成績不振で一度は競走馬登録を抹消されるも復帰し、レースで勝利したことから「中高年の星」と呼ばれていた。2014年12月4日に死亡した。生涯成績223戦36勝。

## 概要
1999年5月からばんえい競走の競走馬として出走していたが、成績不振で2008年6月20日のレースを最後に出走していなかった（このレースでは単勝1番人気に支持されるも10頭中9着）。2009年10月に登録抹消となる。一度は馬肉処理される寸前まで追い詰められていたが、草競馬で活躍していたこともあって調教師の山田勇作に「安さ」を理由に引き取られ、2010年7月2日に再登録。同19日のレースにおいて、2年1か月振りのレースにもかかわらず単勝1番人気に支持され、2着に10秒以上の差を付けて圧勝。このレース後、全国から注目を浴びる。2011年6月12日のレースにおいて、ばんえい史上初となる14歳馬での勝利を達成した。
現役復帰後もレースの合間に草競馬に出場し、2010年8月にはJRAジョッキーエキシビジョンに四位洋文とのコンビで出場した。帯広競馬場の正面入口には同年10月より「開運祈願」として本馬の蹄鉄（復活勝利を挙げたときのもの）が展示され、ファンが触れることができるようになっている。
2012年10月8日に、本馬のオーナーである川端悟が現役を引退させることを表明。10月28日に帯広競馬場で引退レースが組まれ、10頭立てで1番人気に推されたが最下位に終わった。その後引退式を執り行い、以降は牧場へ繋養されて余生を過ごすこととしている。翌2013年から北海道中川郡豊頃町で種牡馬となった。2014年夏頃より弱り始め11月20日頃から寝たきりの状態だったが、12月4日に死亡した。

## 紹介されたテレビ番組
- ズームイン!!SUPER（日本テレビ）
- 森田一義アワー 笑っていいとも!（フジテレビ）
- 目撃!日本列島 老いてなお挑戦〜“還暦”ばん馬と老調教師〜（NHK）

他